# Iásón
Iásón (řecky Ἰάσων, latinsky Iason) je starořecká mytologická postava, syn dědice iólkského trůnu Aisona. Stal se vůdcem známé výpravy Argonautů do Kolchidy.

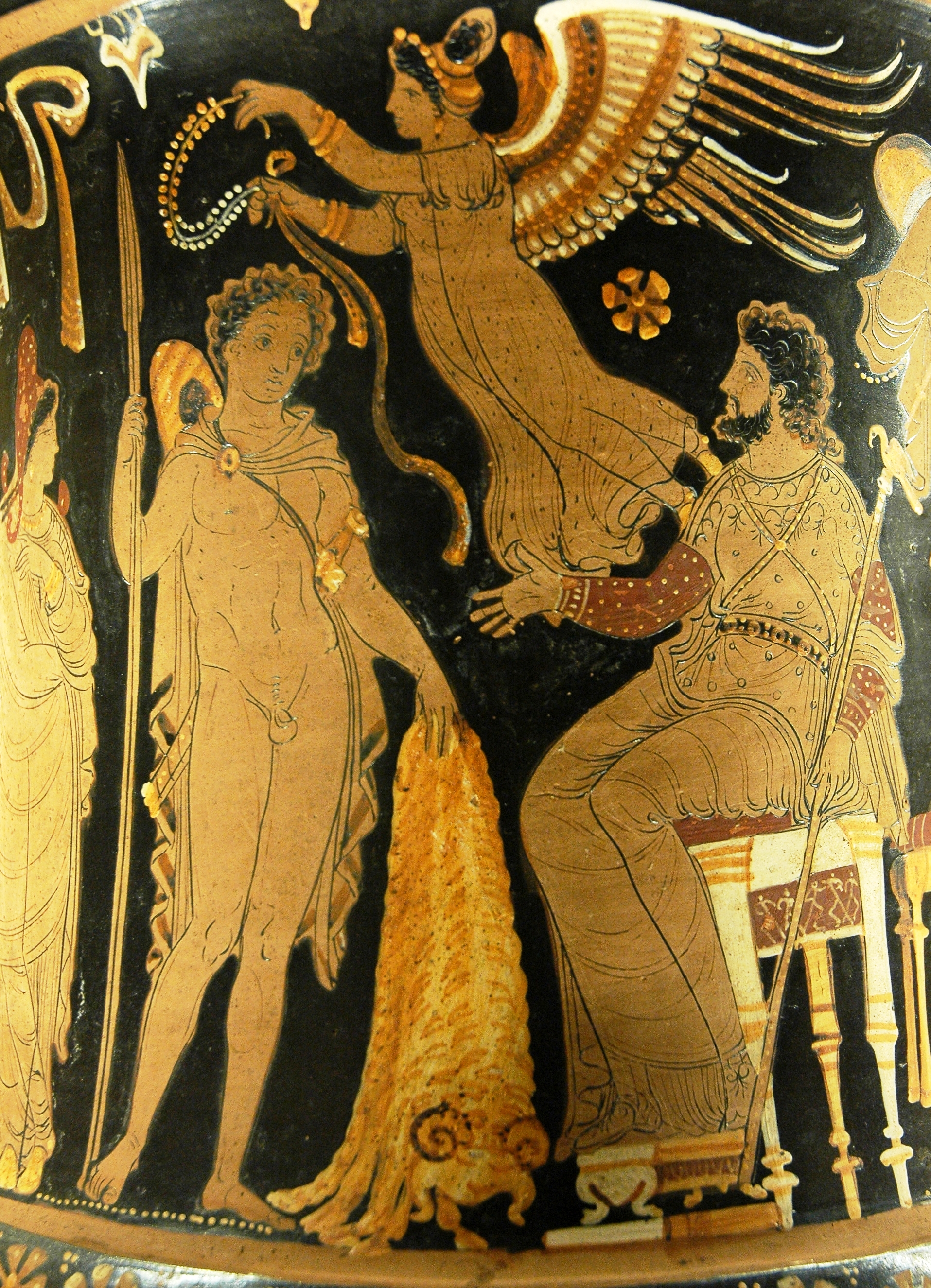
Iason přináší Peleovi zlaté rouno

## Mladý Iásón
Iólkos v Thessálii založil Iásonův děd Krétheus, po něm měl vládu převzít jeho syn Aisón. Vlády se však zmocnil nevlastní bratr Aisonův Peliás. Když se Aisonovi narodil syn, otec jej prohlásil za mrtvého, aby dítě ochránil před Peliem. Odnesl syna na vychování ke kentauru Cheirónovi, ten mu dal jméno Iásón. Naučil ho zacházet s kopím, lukem i mečem, dal mu vzdělání i vychování. Když bylo Iásonovi 20 let, vrátil se do Iólku, aby získal zpět vládu. Již v té době mu byla nápomocna bohyně Héra, která v podobě stařenky požádala, zda by ji přenesl přes vodu. Iásón ji přenesl, ztratil přitom jeden sandál, ale od té chvíle se stal Héřiným miláčkem.

## Iásón žádá o vrácení vlády
Když Iásón předstoupil před Pelia a žádal zpět vládu nad Iólkem, Peliás mu to v prvním okamžiku slíbil. Bál se totiž, že mu Iásón – muž s jednou botou – podle dávného proroctví přináší smrt. Později však si stanovil podmínku, že Iásón musí vykonat hrdinský čin, a to přinést zlaté rouno. Byla to kůže velkého zlatého berana, který unesl přes moře Frixa a jeho sestru Hellu do Kolchidy. Tamní král Aiétés za záchranu Frixa (Hellé se cestou utopila v moři) obětoval bohům a zlaté rouno uchoval, na velkém rozložitém stromě bylo hlídáno strašným drakem. Úkol získat zlaté rouno pro krále Pelia se jevil jako nesplnitelný.

## Příprava na plavbu lodí Argó
Iásón shromáždil tehdejší velké řecké hrdiny, bylo jich asi padesát, nechal postavit velkou loď Argó a odplul skutečně do Kolchidy. Cesta byla strastiplná, plná nebezpečí, ale Argonauté byli odhodláni a tak loď skutečně po několika měsících do Kolchidy dorazila. Když Iásón požádal krále Aiéta o vydání zlatého rouna, král se obával, že bude zbaven vlády. Chtěl nechat Iásóna zabít, ale nedovolil mu to strach z jeho lodníků. A tak stanovil Iásónovi těžkou podmínku: zapřáhnout do železného pluhu ohnivé býky, zorat s nimi pole boha války Area, osít je dračími zuby z Areova hada. Až ze zubů vyrostou bojovníci a všechny je musí pobít. Aiétés byl přesvědčen, že podmínka je nesplnitelná a že ji Iásón nepřijme. Tím zlaté rouno zůstane nadále v Kolchidě. Iásón však úkol přijal.

## Pomoc bohů a kouzla Médeii
V té chvíli do příběhu vstoupily bohyně Héra a Athéna, které podplatily boha lásky Eróta, aby vystřelil svůj kouzelný šíp do srdce krásné Médeie, dcery krále Aiéta, která byla mocnou kouzelnicí. Ve chvíli, kdy ji Iásón přišel požádat o pomoc, Médeia byla v moci lásky a byla mu ve všem ku pomoci. Účinkem její kouzelné masti se Iásón stal nezranitelným a na jeden den nepřemožitelným. Poradila mu, aby mezi bojovníky vyrostlé z dračí setby vhodil kámen, o který se poperou a Iásóna nezpozorují a on je lehce přemůže. Tak se stalo a Aiétés byl nazítří překvapen splněním úkolu a Iásón zklamán tím, že mu i přesto král nechce rouno vydat. Opět pomohla Médeia, v noci zavedla Iásóna do Areova háje, uspala draka, Iásón vzal rouno a co nejrychleji zmizeli. Iásón jí nabídl manželství a Médeia s ním nastoupila na palubu lodi Argó, která tajně a rychle odplula.

## Odplutí z Kolchidy
Za tři dny byli na řece Ister (dnešní Dunaj) a tam je dostihlo loďstvo krále Aiéta pod velením Médeiina bratra Apsyrta. Tenkrát se Iásón dopustil podlého činu – Médeia vylákala Apsyrta na opuštěné místo, ukrytý Iásón jej zavraždil, jeho tělo rozsekal a naházel do řeky. Kolchiďané se zdrželi vytahováním kusů těla svého vůdce a mezitím jim loď s Iásónem zmizela z očí. Dlouho potom pluli Argonauté v oblasti dnešního Jadranu, poté střední Evropou. Cestou se Iásón s Médeiou oženil a nakonec po strastiplné pouti se dostali do rodného Iólku.

## Zpět v Iólku
Po slavnostním uvítání obětovali bohům, Iásón poděkoval posádce Argó a propustil je do jejich domovů. Teprve potom šel za Peliem, ale ten mu znovu odmítl vládu vydat. A Iásón se rozhodl, že ho zavraždí. Médeia nejprve vrátila mladá léta otci Aisonovi a když ji o tutéž službu požádaly Péliovy dcery pro svého otce, slíbila jim to. Přemluvila je, aby otci prořízly hrdlo a pak jej nechala vykrvácet a zemřít. Tím na sebe
přivolala hněv Peliova syna Akasta, musela i s Iásónem z Iólku uprchnout. Iásón se musel vzdát naděje za získání iólskéhu trůnu, zřejmě navždy.

## U krále Kreonta
Po dlouhých cestách našli útočiště u korinthského krále Kreonta. Narodili se zde jejich dva synové Mermeros a Ferétés a Médeia doufala v rodinné štěstí. Ne tak Iásón, ten stále bažil po královské moci. Vyhlédl si Kreontovu dceru Glauku a rozhodl se s ní oženit a získat tak nástupnictví na trůn. Získal souhlas Glauky i jejího otce. Sdělil Médeii, že chce takto svým synům zajistit budoucnost. To však Médeia nepřijala a její láska se změnila v nenávist. Zahubila Glauku i Kreonta, poté i své dva syny, aby Iásona utrápila žalem nad jejich ztrátou.

## Zavržení a smrt
Toto neštěstí, jehož byl i sám strůjcem, mu vzalo přízeň i přátelství, zavřela se před ním všechna města i paláce. Stal se psancem, opuštěný bloudil ještě dlouhá léta, dokud si ho nenašla smrt. Jedenkrát spatřil svou bývalou loď Argó vytaženou na břeh. Když se uložil k odpočinku v jejím stínu, zřítila se její zteřelá záď a Iásona pohřbila v troskách.

## Iásón v dílech umělců
Jsou ztvárněny v mnoha antických i pozdějších uměleckých dílech, zejména
- Eurípidova tragédie Médeia (z roku 431 př. n. l.),
- epos Apollónia Rhodského Argonautika (z druhé poloviny 3. stol. př. n. l.)
- tragédie Medea (z první poloviny 1. stol. n. l.)
- tragédie Médea od Jeana Anouilha (1946)
- na vázových malbách se zachovaly zejména obraz Iásón se s Médeinou pomocí zmocňuje zlatého rouna a Iásón krotí Aiétova býka
- z moderních výtvarných zpracování je nejznámější klasicistická socha Iásón Berthela Thorwaldsena (z roku 1802, nyní v Thorwaldsenově muzeu v Kodani
- fantasy série Merlinův kodex britského spisovatele Roberta Holdstocka